# サウード・アル＝ファイサル
サウード・アル＝ファイサル・ビン・アブドルアズィーズ・アール＝サウード（アラビア語: سعود الفيصل بن عبد العزيز آل سعود、Saud Al-Faisal bin AbdulAziz Al-Saud、1940年1月2日 - 2015年7月9日）は、サウジアラビアのサウード家の一員で、サウジアラビア初代国王アブドゥルアズィーズ・イブン・サウードの孫、第3代国王ファイサルの子。サウジアラビア外務大臣、国務大臣、国王特別顧問兼特使、外交担当特別顧問を歴任した。日本語メディアでは「サウド外相」と表記されることが多かった。

## 来歴
1964年（1965年とも）にプリンストン大学経済学部を卒業。卒業後はサウジアラビアに帰国し、石油・鉱物資源省の経済顧問を務めた。
1966年に正式に同省に入省し、1970年2月には業務企画副局長に任命され、1971年から石油・鉱物資源副大臣を務めた。
1975年3月に外務大臣に就任。以来40年に渡り同職を務めており、世界最長の在任記録を更新していた。
2009年11月20日、最高経済評議会議長に就任し、経済政策についても発言権を得た。
2015年4月29日、健康上の問題を理由に40年間務めた外務大臣を退任した。後任は駐米大使のジュベイルが就いた。これと同時に国務大臣、国王特別顧問兼特使、外交担当特別顧問に就任した。
2015年7月9日死去。75歳没。

## 外交政策

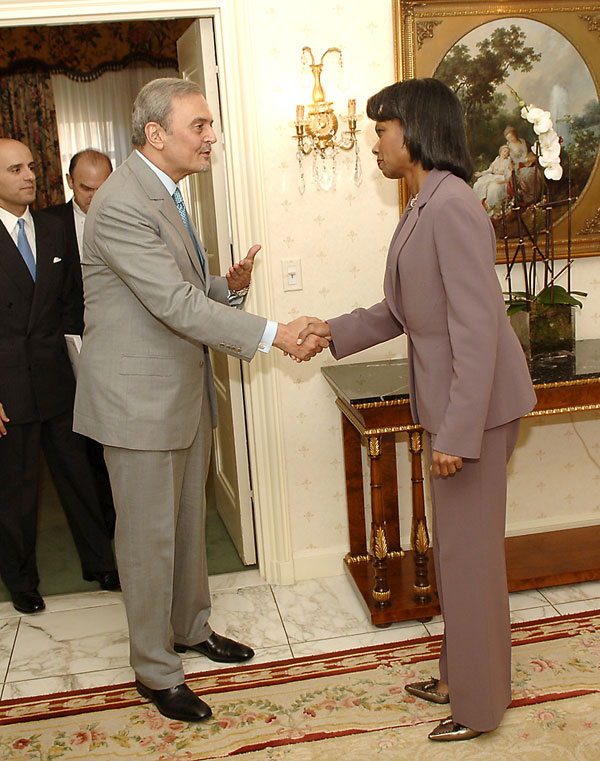
2007年9月23日、ライス国務長官と会見するサウード

強硬な反ソ連・反イスラエルの姿勢を示していた。
1977年12月、エジプトのアンワル・アッ＝サーダート大統領が独断でイスラエルを訪問しメナヘム・ベギン首相と会談した際に、「アラブ人同胞への裏切り」と批判した。また、1985年には訪問先のイギリスで、アフリカの角におけるソ連の活動が活発化していることに懸念を表明した。
2004年、「アメリカ合衆国への安全保障依存を軽減するべき」と主張した。2007年、コンドリーザ・ライス国務長官に対し、「アメリカ政府がサウジアラビア大使館の銀行口座を不正に監査している」として抗議している。
2006年7月、ジョージ・W・ブッシュ大統領に対し、イスラエルによるレバノン侵攻を停戦させるための仲介を要請した。また、2008年にはイスラエルによるレバノン侵攻に対し有効な手段を示せない国際連合レバノン暫定駐留軍に対し不快感を示した。2011年、アラブの春の影響を受けサード・ハリーリー政権が崩壊したレバノンについて、「アラブ世界にとって大きな損失」とレバノンの不安定化に懸念を表明した。
イランに対しては軍事行動よりも経済制裁を重視するべきと主張している。また、ヒズボラに対する影響力についての懸念を表明した。2014年5月には、モハンマド・ジャヴァード・ザリーフ外務大臣をリヤドに招き、核開発問題について会談した。

## 人物
第3世代の王族として次期国王候補の一人と見られていたが、他の国王候補と異なり「王位に興味はない」と公言しており、これには自身の健康不安が背景にあると見られている。
イギリス国防省の報告によると、サウードは「長身・ハンサム・明瞭で、外交の場では常に温厚でユーモラスな人物」とされており、また外務大臣としての職務上、他のサウード家の人間よりも記者との会話を重視している。また、テニス好きとしても知られている。
慈善活動にも関心を持ち、障害児福祉社会協会のメンバーとしても活動している。
パーキンソン病と背痛を患っており、カリフォルニア州で手術を受けている。2012年8月11日には腸の手術を受けるためジッダの病院に入院した。また、2015年1月25日にはアメリカで、脊椎の手術を受けている。

## 家族
従兄妹のジャウハラ・ビント・アブドゥッラーと結婚し、3男3女をもうけている。
弟に、アスィール州知事・マッカ州知事・教育大臣を歴任したハーリド・アル＝ファイサルや、サウジアラビア総合情報庁長官・駐米大使を務めたトゥルキー・アル＝ファイサル等がいる。